# Mulleripicus
Mulleripicus ist eine Gattung der Vögel aus der Familie der Spechte (Picidae). Die Gattung umfasst drei mittelgroße bis sehr große Arten, von denen je eine ein Endemit Indonesiens bzw. der Philippinen ist und die dritte große Teile Südostasiens bewohnt. Die drei Arten sind an Wald gebunden. Die Nahrung besteht, soweit bekannt, wohl vor allem aus Termiten, Ameisen und anderen Insekten. Zwei Arten werden von der IUCN als ungefährdet („least concern“) eingestuft; die dritte, der Puderspecht, gilt heute aufgrund anhaltender Lebensraumzerstörung als gefährdet („vulnerable“).

## Beschreibung
Die drei Arten sind mittelgroße bis sehr große Spechte mit auffallend langem und dünnen Hals, recht kleinem Kopf und einem langen und steifen Schwanz, der zur Spitze hin leicht nach vorn gebogen ist. Der Schnabel ist lang und leicht meißelförmig zugespitzt, die Nasenlöcher sind befiedert. Die vierte (äußere) Zehe ist kürzer als die beiden Vorderzehen, die erste (innerste) Zehe ist etwa halb so lang wie diese. Diese Spechte sind insgesamt recht einfarbig dunkel grau oder schwarz, Kopf und Hals sind fein weiß gepunktet. Die Arten zeigen hinsichtlich der Färbung einen deutlichen Geschlechtsdimorphismus; Männchen haben in je nach Art unterschiedlichem Umfang rote Gefiederpartien am Kopf, die den Weibchen fehlen.

## Systematik
Die Gattung umfasst drei Arten: 
- Celebesspecht (Mulleripicus fulvus) (Quoy & Gaimard, 1830); Endemit Indonesiens, Vorkommen dort nur auf Sulawesi und vorgelagerten Inseln.
- Philippinenspecht (Mulleripicus funebris) (Valenciennes 1826); Endemit der Philippinen.
- Puderspecht (Mulleripicus pulverulentus) (Temminck 1826); große Teile Südostasiens.